# Regadrella cylindrica
Regadrella cylindrica är en svampdjursart som beskrevs av Isao Ijima 1927. Regadrella cylindrica ingår i släktet Regadrella och familjen Euplectellidae.
Artens utbredningsområde är havet kring Indonesien. Inga underarter finns listade i Catalogue of Life.